# Sarisariñama-Tepui
Das Sarisariñama-Tepui ist ein 2300 m hoher Tepui im Nationalpark Jaua-Sarisariñama im äußersten Südwesten von Bolívar in Venezuela, nahe der brasilianischen Grenze. Der Name wird auf eine Legende der in der Nähe des Tepuis lebenden Ye’kuana-Indianer zurückgeführt, nach der ein böser Geist der Höhlen des Tepuis beim Verzehr von Menschen „Sari, Sari“ ruft. Er gilt als Doline.

## Oberflächengestalt und Vegetation
Der Sarisariñama-Tepui hat eine Oberfläche von knapp 547 km², seine Hänge bedecken 482 km². Das Plateau besteht aus Quarziten der paläoproterozoischen Roraima-Formation. Im Gegensatz zu vielen der anderen Tepuis in Guyana, Venezuela und Brasilien ist der Sarisariñama auf dem größten Teil seiner Oberfläche dicht bewaldet, die Bäume erreichen eine Höhe von bis zu 25 m. Die Biodiversität des Sarisariñama ist im Vergleich zu anderen Tepuis verhältnismäßig hoch; unter anderem kommt eine endemische Froschart vor (Stefania riae).

## Erforschungsgeschichte
Der Sarisariñama-Tepui liegt mehrere hundert Kilometer von der nächsten Straße entfernt. Aus diesem Grund waren lange Zeit keine Einzelheiten über ihn bekannt. Die erste genauere Erkundung fand im November 1964 bei einem Überflug durch den Piloten Harry Gibson statt. Die erste Landung auf dem Sarisariñama gelang William Henry Phelps, Jr. im März 1967. Im Februar 1974 besuchte eine Expedition unter der Leitung von Charles Brewer-Carías in Begleitung von Wissenschaftlern wie dem Botaniker Julian Steyermark, den Orchideen-Experten „Stalky“ Dunsterville und seiner Frau Nora sowie dem Ornithologen William H. Phelps, Jr. erstmals die Schachthöhlen und untersuchte auch das Plateau. Ihre Befunde zeigten, dass beide ein einzigartiges Ökosystem mit zahlreichen endemischen Tier- und Pflanzenarten bergen.

## Die Schachthöhlen des Sarisariñama-Tepuis
Der Sarisariñama-Tepui besitzt mehrere, etwas unregelmäßig begrenzte und länglich-kreisförmige Löcher (Schachthöhlen) mit mehrere hundert Meter senkrecht abfallenden Wänden. Die Schachthöhlen, vermutlich Einsturzhöhlen, ein Dolinentyp, wurden im November 1964 beim Überflug durch Harry Gibson entdeckt. Die größere der zunächst entdeckten beiden Höhlen, die nach Alexander von Humboldt benannte Sima Humboldt (oft auch Sima Major) (4° 41′ 8″ N, 64° 13′ 7″ W), umfasst einen Raum von 18 Millionen Kubikmetern, ist 350 Meter tief und besitzt am oberen Rand einen Durchmesser von 352 Metern und am Boden von 502 Metern. Der Rand der anderen der beiden Höhlen, die nach Édouard Martel benannte Sima Martel oder Sima Menor, liegt knapp 1,5 km südwestlich des Schachtrands der Sima Major und ist 248 m tief. Zwei weitere Schachthöhlen sind vom Sarisariñama-Tepui bekannt. Vor der Entdeckung des Muchimuk-Höhlensystems im Churí-Tepui und der Cueva Ojos de Cristal im Roraima-Tepui galt die Sima de la Lluvia mit ihrer Länge von 1,35 km einige Zeit als die längste bekannte Quarzithöhle der Welt.

## Weiterführende Literatur
- Charles Brewer-Cariás: Las Simas de Sarisariñama. In: Boletín Sociedad Venezolana de Ciencias Naturales La Salle. Band 132–133. Caracas 1976, S. 549–623.